# Roberto Soldado
Roberto Soldado Rillo (Valencia, 27 mei 1985) is een Spaans betaald voetballer die doorgaans in de aanval speelt. Soldado debuteerde in juni 2007 in het Spaans voetbalelftal.

## Clubcarrière
Soldado begon zijn professionele loopbaan in 2002 bij Real Madrid Castilla, het tweede elftal van Real Madrid. In het seizoen 2005/06 debuteerde hij in het eerste elftal in de Primera División. In 2006 vertrok Soldado naar CA Osasuna op huurbasis voor één jaar. Met deze club haalde hij in zijn eerste seizoen de halve finale van de UEFA Cup. Soldado maakte in de eerste wedstrijd van de halve finale tegen Sevilla FC het enige doelpunt. Twee doelpunten van Sevilla FC in de return verhinderden echter een finaleplaats voor Osasuna.
In het begin van het seizoen 2007/08 werd Soldado door verschillende clubs gepolst, maar hij koos er uiteindelijk voor te blijven bij Real Madrid. In de zomer van 2008 vertrok hij voor vier miljoen euro naar Getafe CF. Na een succesvolle periode bij Getafe maakte hij in 2010 de overstap naar Valencia CF. Hij kende een succesvol eerste seizoen met 25 doelpunten in alle competities tezamen. Hij werd de reserve-aanvoerder van Valencia CF na David Albelda.
Soldado tekende in augustus 2013 een contract tot medio 2017 bij Tottenham Hotspur, dat circa 26 miljoen pond voor hem betaalde. Spurs vestigde daarmee een nieuw clubrecord. Soldado kon in Engeland nooit zijn doeltreffendheid uit de Spaanse competitie evenaren. Hij speelde in twee seizoenen meer dan vijftig competitiewedstrijden en maakte daarin zeven doelpunten.
Soldado tekende in augustus 2015 een contract tot medio 2018 bij Villarreal CF, de nummer zes van de Primera División in het voorgaande seizoen. Het betaalde een niet bekendgemaakt bedrag voor hem aan Tottenham Hotspur. Soldado maakte op 23 augustus 2015 zijn officiële debuut voor Villarreal, tijdens de eerste speelronde van de Primera División 2015/16. Hierbij zette hij zijn ploeg in de 32ste minuut met 0-1 voor tegen thuisploeg Real Betis. De wedstrijd eindigde in 1-1.

## Clubstatistieken
| Seizoen | Club              | Competitie       | Duels | Goals |
| ------- | ----------------- | ---------------- | ----- | ----- |
| 2005/06 | Real Madrid       | Primera División | 11    | 2     |
| 2006/07 | → CA Osasuna      | Primera División | 30    | 11    |
| 2007/08 | Real Madrid       | Primera División | 5     | 0     |
| 2008/09 | Getafe CF         | Primera División | 33    | 13    |
| 2009/10 | Getafe CF         | Primera División | 26    | 16    |
| 2010/11 | Valencia CF       | Primera División | 34    | 18    |
| 2011/12 | Valencia CF       | Primera División | 32    | 17    |
| 2012/13 | Valencia CF       | Primera División | 35    | 24    |
| 2013/14 | Tottenham Hotspur | Premier League   | 28    | 6     |
| 2014/15 | Tottenham Hotspur | Premier League   | 24    | 1     |
| 2015/16 | Villarreal CF     | Primera División | 28    | 5     |
| 2016/17 | Villarreal CF     | Primera División | 10    | 4     |
| 2017/18 | Fenerbahçe SK     | Süper Lig        | 26    | 9     |
| 2018/19 | Fenerbahçe SK     | Süper Lig        | 21    | 6     |
| 2019/20 | Granada CF        | Primera División | 14    | 2     |

## Interlandcarrière
Soldado debuteerde op 2 juni 2007 in het Spaans voetbalelftal in de EK-kwalificatiewedstrijd tegen Letland. De aanvaller kwam in de tweede helft als vervanger van Luis García Fernández, eveneens debutant, in het veld. Op 29 februari 2012 keerde Soldado terug in de Spaanse selectie van bondscoach Vicente del Bosque. Soldado had een groot aandeel in de 5–0 overwinning op Venezuela. Hij bezorgde Spanje in de tweede helft een zuivere hattrick. In juni 2013 speelde Soldado mee in twee interlands van Spanje op de FIFA Confederations Cup 2013 in Brazilië, met een doelpunt in de eerste groepswedstrijd tegen Uruguay (1–2 winst). Na een oefenduel in september 2013 tegen Chili (2–2), waarin Soldado zijn zevende interlanddoelpunt maakte, kwam hij niet meer in actie in het nationaal elftal.
| Interlands van Roberto Soldado voor Spanje | Interlands van Roberto Soldado voor Spanje | Interlands van Roberto Soldado voor Spanje | Interlands van Roberto Soldado voor Spanje | Interlands van Roberto Soldado voor Spanje | Interlands van Roberto Soldado voor Spanje | Interlands van Roberto Soldado voor Spanje |
| №                                          | Datum                                      | Wedstrijd                                  | Uitslag                                    | Soort wedstrijd                            | Doelpunten                                 | Assists                                    |
| Als speler bij CA Osasuna                  | Als speler bij CA Osasuna                  | Als speler bij CA Osasuna                  | Als speler bij CA Osasuna                  | Als speler bij CA Osasuna                  | Als speler bij CA Osasuna                  | Als speler bij CA Osasuna                  |
| ------------------------------------------ | ------------------------------------------ | ------------------------------------------ | ------------------------------------------ | ------------------------------------------ | ------------------------------------------ | ------------------------------------------ |
| 1.                                         | 2 juni 2007                                | Letland – Spanje                           | 0 – 2                                      | Kwalificatie EK 2008                       | 0                                          | 0                                          |
| 2.                                         | 6 juni 2007                                | Liechtenstein – Spanje                     | 0 – 2                                      | Kwalificatie EK 2008                       | 0                                          | 0                                          |
| Als speler bij Valencia CF                 |                                            |                                            |                                            |                                            |                                            |                                            |
| 3.                                         | 29 februari 2012                           | Spanje – Venezuela                         | 5 – 0                                      | Vriendschappelijk                          | 3                                          | 0                                          |
| 4.                                         | 26 mei 2012                                | Servië – Spanje                            | 0 – 2                                      | Vriendschappelijk                          | 0                                          | 0                                          |
| 5.                                         | 30 mei 2012                                | Zuid-Korea – Spanje                        | 1 – 4                                      | Vriendschappelijk                          | 0                                          | 0                                          |
| 6.                                         | 11 september 2012                          | Georgië – Spanje                           | 0 – 1                                      | Kwalificatie WK 2014                       | 1                                          | 0                                          |
| 7.                                         | 14 november 2012                           | Panama – Spanje                            | 1 – 5                                      | Vriendschappelijk                          | 0                                          | 0                                          |
| 8.                                         | 8 juni 2013                                | Haïti – Spanje                             | 1 – 2                                      | Vriendschappelijk                          | 0                                          | 0                                          |
| 9.                                         | 11 juni 2013                               | Spanje – Ierland                           | 2 – 0                                      | Vriendschappelijk                          | 1                                          | 0                                          |
| 10.                                        | 16 juni 2013                               | Uruguay – Spanje                           | 1 – 2                                      | Confederations Cup                         | 1                                          | 0                                          |
| 11.                                        | 23 juni 2013                               | Nigeria – Spanje                           | 0 – 3                                      | Confederations Cup                         | 0                                          | 0                                          |
| Als speler bij Tottenham Hotspur FC        |                                            |                                            |                                            |                                            |                                            |                                            |
| 12.                                        | 10 september 2013                          | Chili – Spanje                             | 2 – 2                                      | Vriendschappelijk                          | 1                                          | 0                                          |

## Erelijst
| Competitie                |             |             |             |             |
| Competitie                | Aantal      | Jaren       |             |             |
| Real Madrid               | Real Madrid | Real Madrid | Real Madrid | Real Madrid |
| ------------------------- | ----------- | ----------- | ----------- | ----------- |
| Kampioen Primera División | 1x          | 2007/08     |             |             |
| Spanje –19                |             |             |             |             |
| Europees kampioen –19     | 1x          | 2004        |             |             |

1 Zidane ·
1 Ru. Sánchez ·
3 Brau ·
4 Rubio ·
5 Insúa ·
6 Hongla ·
7 Boyé  ·
8 Villar ·
9 Weissman ·
10 Uzuni ·
11 Tsitaisjvili ·
12 Ri. Sánchez ·
13 Martínez ·
14 Miquel ·
15 Neva ·
16 Lama ·
17 Corbeanu ·
18 Jóźwiak ·
19 Reinier ·
20 Ruiz ·
22 Sáenz ·
23 Trigueros ·
24 Williams ·
25 Mariño ·
26 Rodelas ·
27 Faye ·
30 Diao ·
Coach: Escribá
1 Casillas  ·
2 Albiol ·
3 Piqué ·
4 Martínez ·
5 Azpilicueta ·
6 Iniesta ·
7 Villa ·
8 Xavi ·
9 Torres ·
10 Fàbregas ·
11 Pedro ·
12 Valdés ·
13 Mata ·
14 Soldado ·
15 Ramos ·
16 Busquets ·
17 Arbeloa ·
18 Alba ·
19 Monreal ·
20 Cazorla ·
21 Silva ·
22 Navas ·
23 Reina ·
Coach: Del Bosque